# R20 (Republica Moldova)
R20 este o șosea în partea central-estică a Republicii Moldova, cu o lungime de 130 km. Având un statut de drum republican, acesta leagă orașul Călărași via Orhei și Rezina de granița cu Transnistria prin Rîbnița.